# Helictopleurus hanskii
Helictopleurus hanskii är en skalbaggsart som beskrevs av Olivier Montreuil 2005. Helictopleurus hanskii ingår i släktet Helictopleurus och familjen bladhorningar. Inga underarter finns listade i Catalogue of Life.